# Alexander Endreß
Alexander Endreß (* 26. März 1971 in Heilbronn) ist ein deutscher Wirtschafts- und Sozialwissenschaftler, Bildungsmanager und Musiker.

## Leben
Endreß studierte an der Friedrich-Alexander-Universität in Erlangen-Nürnberg Wirtschafts- und Sozialwissenschaften (Abschluss: Diplom Sozialwirt). 2004 wurde er bei Henrik Kreutz in Nürnberg promoviert. Er arbeitete von 1999 bis 2007 als wissenschaftlicher Assistent am Lehrstuhl für Soziologie und Sozialanthropologie der damaligen WiSo-Fakultät. Seit 2007 ist er Studiengangsmanager im Fachbereich Musik- und Kreativwirtschaft an der Popakademie Baden-Württemberg in Mannheim. Insbesondere arbeitet er in der Administration, an der Weiterentwicklung der Lehrkonzepte sowie bei der Internationalisierung des Fachbereiches. 2014 wurde er zum Professor ernannt. Seit 2021 ist er Studiengangsleiter des Studiengangs Musikbusiness, des Fachbereichs Musik- und Kreativwirtschaft.

## Schaffen
Endreß forscht zu Themen der Kulturwirtschaftspolitik, der Aus- und Fortbildung in Kunst und Kultur sowie zur digitalen Transformation der Musik- und Kreativwirtschaft. Zwischen 2008 und 2018 war er zudem regelmäßig Lehrbeauftragter für „Musikmanagement“ und „Musikbusiness“ an der Fakultät für Digitale Medien der Hochschule Furtwangen sowie im Fachbereich Electronic Media an der Hochschule der Medien in Stuttgart. International lehrte er bislang an der Middle Tennessee State University in Murfreesboro (USA), am Columbia College in Chicago (USA), an der University of the Highlands and Islands in Perth (Schottland) und an der Linné-Universität in Kalmar (Schweden).
Musikalisch ist Endreß seit den frühen 1990er Jahren aktiver Live- und Studiomusiker in verschiedenen Bands und Projekten. Anfang der 1990er Jahre nahm er Unterricht am American Institut of Music in Wien, u. a. bei Angus „Bangus“ Thomas. Später tourte er mit verschiedenen Bands in ganz Deutschland. Seit 2010 ist er als Bassist und Sänger mit der Modern Progressive Rock Band Timesphere aktiv, der auch Sänger und Gitarrist Frank Graffstedt von Justice angehört und mit der er in 2019 das Konzeptalbum „Escape“ veröffentlichte. Hierbei war er vor allem auch als Songwriter aktiv und entwickelte die Storyline sowie den Großteil der Texte des Albums, in dessen Mittelpunkt der Missbrauch von Kindern steht.
Von 2015 bis 2023 war Endreß zudem bei der süddeutschen Power-Metal-Band We Are Legend als Bassist tätig, an deren 2. Album „Fallen Angel“ (2021) auch Fabio Alessandrini von Annihilator (Drums) und Simone Mularoni von DGM (Mix) mitwirkten.

## Mitgliedschaften
Endreß ist Gründungsmitglied der Humanistischen Akademie Bayern e.V. sowie Mitglied im Auswahlausschuss des Humanistischen Studienwerks in Nürnberg. Zudem ist er Mitglied der MEIEA (Music & Entertainment Industry Educators Association) und war dort zwischen 2014 und 2018 Mitglied des "Editorial Advisory Board" des MEIEA-Journals.

## Veröffentlichungen (Auswahl)
- 2024, Hg. zus. mit Ralf Kitzberger, Musik und Recht, Band 5 der Popakademie Schriftenreihe "Musik und Wirtschaft", Nomos, Baden-Baden.
- 2024, Hg. zus. mit Hubert Wandjo, Künstlerentwicklung und Künstlermanagement in der Musikwirtschaft, Band 4 der Popakademie Schriftenreihe „Musik und Wirtschaft“, Nomos, Baden-Baden.
- 2021, Hg. zus. mit Hubert Wandjo, Musikwirtschaft im Zeitalter der Digitalisierung. Handbuch-Reihe Wissenschaft und Praxis des Nomos Verlages, Baden-Baden.
- 2021, Ausbildungsstrukturen in Deutschland: Rock, Pop, Jazz und Weltmusik, herausgegeben vom Musikinformationszentrum des dt. Musikrates[7]
- 2019, Nostalgiewirtschaft oder Vermarktungsvorteile durch Alter? Innovative und traditionale Vermarktungsstrategien für ältere Musikkünstler/-innen (am Bsp. der Recorded Music Industry), in: Medien&Altern 15/19 Thema: Pop(ular)Musik: Alternde Idole und Alternde Fans, S. 19–31.
- 2017, Kulturwirtschaftspolitik – Ein modernes Gestaltungsinstrument im Spannungsfeld von Kulturpolitik und Wirtschaftspolitik, in: David Maier (Hg.), Kulturwirtschaft RLP. Analyse / Diskurse / Ideen. Texte über die Kulturwirtschaft in Rheinland-Pfalz, Tectum, Baden-Baden, S. 31–40.
- 2010, Soziologische Kompetenzen in der Popmusikerausbildung und in den musikwirtschaftlichen Verwertungsbereichen, in: Angewandte Sozialforschung, 25. Jg., Heft 3/4, S. 431–437.
- 2009, Hg. zus. mit Michael Bauer, Armut: Aspekte sozialer und ökonomischer Unterprivilegierung. Schriftenreihe der Humanistischen Akademie Bayern Bd. 3, Alibri-Verlag, Aschaffenburg.
- 2007, Hg. zus. mit Michael Bauer, Aspekte der Selbstbestimmung am Ende des Lebens, Schriftenreihe der Humanistischen Akademie Bayern Bd. 1, Alibri-Verlag, Aschaffenburg.
- 2005, Die Kulturpolitik des Bundes. Strukturelle und inhaltliche Neuorientierung zur Jahrtausendwende? Soziologische Schriften (SOZS), Band 78, Duncker & Humblot, Berlin.

## Diskographie (Auswahl)
- 2021 We Are Legend – Fallen Angel
- 2019 Timesphere – Escape
- 2008: Warthy – Triumph of Fantasy
- 2005: Tom Stevens – Broken as designed